# Kungariket Abchazien
Kungariket Abchazien var en medeltida, feodal statsbildning i Kaukasus, bildad omkring 786 av Leon II. 1008 uppgick landet i det nya Kungariket Georgien.